# Enrico Di Brocchetti
Enrico Di Brocchetti, Barone (Napoli, 8 novembre 1817 – Torre del Greco, 18 novembre 1885), è stato un ammiraglio e politico italiano, Senatore del Regno d'Italia nella XII legislatura, fu Ministro della Marina nel Governo Cairoli I.

## Biografia
Nacque a Napoli l'8 novembre 1817, figlio del barone Giuseppe, e di Elisabetta Baccuet. Il 3 settembre 1827, all'età di dieci anni, fu ammesso a frequentare il prestigioso primo collegio dell'Accademia di marina di Napoli da cui uscì il 9 agosto 1834 con il grado di guardiamarina. Quattro anni dopo, il 13 febbraio 1838, divenne brigadiere guardiamarina. Già dalla prima nomina fu destinato a prestare servizio presso il reale corpo dei cannonieri di marina e vi svolse la prima parte della sua carriera nella Real Marina del Regno delle Due Sicilie. Alfiere di vascello il 24 ottobre 1840, tenente di vascello l'11 maggio 1848, partecipò alla prima guerra d'indipendenza italiana. L'8 aprile 1857 fu promosso capitano di fregata e due anni dopo assunse il comando della pirofregata Ettore Fieramosca destinato a scortare la corvetta Stromboli che a bordo trasportava Silvio Spaventa, Luigi Settembrini, Carlo Poerio ed altri condannati politici esiliati in America, via Cadice. La missione gli fruttò gli elogi della Corona borbonica.
Per volontà del re nell'aprile del 1859 entrò a far parte del Consiglio di guerra e marina delle Due Sicilie (13 aprile-24 maggio 1859, e 16 giugno-20 luglio 1859) per assumere, nel settembre dello stesso anno, l'importante incarico di sottoispettore per gli armamenti. Nel maggio dell'anno successivo assunse il comando dell'Istituto di marina, e nel mese di agosto fu promosso brigadier generale e assunse il comando di una fregata, venendo poi destinato di nuovo al settore degli armamenti, ed infine riassumendo il comando del Collegio di marina. Nel frattempo Giuseppe Garibaldi aveva raggiunto Napoli, ed un buon numero di ufficiali militari, sia dell'esercito che della marina, tra cui lui, decisero di passare alla causa nazionale entrando al servizio del dittatore. Fu promosso capitano di vascello di prima classe il 18 ottobre 1860, anche se nel successivo mese di novembre un decreto di Camillo Benso, conte di Cavour annullò il provvedimento adottato da Garibaldi.
Nell'aprile 1861, con la definitiva costituzione della Regia Marina fu nuovamente promosso capitano di vascello di prima classe ed insignito del titolo di Cavaliere dell'Ordine dei Santi Maurizio e Lazzaro Comandante del Collegio di marina (5 ottobre 1860-16 maggio 1861) fu poi nominato capo di stato maggiore del Dipartimento marittimo meridionale a Napoli, intervallato dal comando delle pirofregate Garibaldi, Maria Adelaide e San Martino, e poi, dal 15 febbraio al 30 ottobre 1864, fu comandante della Regia Scuola di Marina di Genova.
La sua carriera, in una marina al cui interno vi erano polemiche regionalistiche, fu regolare e scandita da promozioni ed incarichi di prestigio. Tali incarichi tecnici non lo misero a contatto con il mondo della politica, ma ne fecero uno dei più importanti uomini della Regia Marina. Nel 1865 fu nominato contrammiraglio, entrando a far parte del consiglio dell'Ammiragliato (20 novembre 1865-3 maggio 1866), l'organo tecnico in cui si discuteva delle principali questioni riguardanti la flotta, e capo di stato maggiore della squadra di evoluzione.
Nell'imminenza dello scoppio della terza guerra d'indipendenza italiana, il 16 maggio 1866 assunse la direzione generale del servizio militare presso il Ministero della Marina, mettendosi particolarmente in luce tanto da divenire praticamente un sottosegretario e il consulente tecnico d'allora ministro della Marina Agostino Depretis. Ebbe un certo ruolo di consulente militare nelle settimane che portarono alla battaglia di Lissa, e quando nel maggio 1866 ricevette alcune le lamentele dell'ammiraglio Giovanni Vacca a proposito di certe disposizioni impartite dall'ammiraglio piemontese Carlo Pellion di Persano, decise di non intercedere per il Vacca presso il ministro Depretis, nonostante l'amicizia personale che lo legava all'ex ufficiale borbonico. Dopo l'esito negativo dello scontro di Lissa si espose personalmente per difendere l'onore della marina, e della nota Relazione da lui firmata, pubblicata nella Gazzetta ufficiale del 2 agosto 1866, disse: non può dirsi che l'Armata abbia ottenuto una vittoria, non avendo preso possesso di Lissa e non avendo distrutto la squadra nemica, certo è però che una vittoria non la ottenne il nemico e certo del pari che la battaglia di Lissa sarà sempre ricordata con molto onore per la Marina italiana.... Fu Presidente della Commissione amministrativa marittima per le Province venete dal 10 ottobre 1866 al 24 febbraio 1867.
Tra il 1867 e il 1874 la sua carriera continuò brillantemente. Per circa due anni fu membro del Consiglio superiore della Marina (6 gennaio 1868-31 gennaio 1870), l'organismo di supervisione delle scelte tecniche e strategiche istituto dopo la negativa campagna del 1866 dal ministro Depretis. Nel 1870 assunse il comando del terzo dipartimento marittimo di Venezia, e tre anni dopo, promosso viceammiraglio, divenne comandante della squadra permanente della flotta militare italiana. Alzata la sua insegna sulla nave da battaglia Roma, nell'agosto 1873 salpò da Cagliari con la sua squadra per raggiungere Cartagena, in Spagna, città allora sconvolta da una sollevazione antirepubblicana e in cui gli insorti, che si erano impadroniti di alcune navi da battaglia all'ancora nel porto, potevano costituire una minaccia per la navigazione nel Mediterraneo occidentale.
Per il suo comportamento al comando della squadra permanente, e nella vicenda di Cartagena, fu nominato senatore del Regno il 15 novembre 1874 e poi ad aiutante di campo onorario del re nel 1876. In quanto militare "tecnico" fu poco presente alla vita del Senato del Regno, mantenendo, sino alla cosiddetta "rivoluzione parlamentare" del marzo 1876, un contegno fermamente filogovernativo, appoggiando fedelmente il Presidente del Consiglio Marco Minghetti e il ministro della Marina Simone Pacoret de Saint-Bon.
Dopo aver lasciato il comando della squadra permanente assunse il comando del secondo dipartimento marittimo di Napoli, e nel 1876 assunse la presidenza del Consiglio superiore di Marina (6 gennaio 1868-31 gennaio 1870). Ricoprendo tale incarico cercò di agevolare i programmi e le leggi navali del ministro. Nel 1877 fu lui a informare il consiglio sull'armamento necessario per la nuova nave da battaglia Italia, sul calibro dei cannoni e sulla costruzione delle corazzate Caio Duilio e Enrico Dandolo, considerate le prime "grosse navi" italiane. Nel marzo 1878, durante la difficile crisi politica del gabinetto retto da Depretis, fu nominato ministro della Marina nel nuovo primo governo di Benedetto Cairoli. Nei giorni precedenti la composizione definitiva del nuovo gabinetto i candidati più probabili a reggere il ministero erano Benedetto Brin o il contrammiraglio Federico Martini, e la nomina di Di Brocchetti fu certamente favorita dalla Corona, interessata ad avere, nei tre dicasteri chiave di un governo considerato decisamente orientato a sinistra, uomini di sua fiducia. Pochi giorni il suo insediamento presentò una serie di disegni di legge, tra i quali quello per il riordinamento del personale della R. Marina e quello per l'Ordinamento degli arsenali della R. Marina. Di questi due venne approvato solo il primo. Rimase alla guida del dicastero per breve tempo, 24 marzo-24 ottobre 1878, e ciò non gli permise di lasciare una propria impronta personale, ma assegnò a Benedetto Brin e a Felice Mattei una missione esploratrice sullo stato della flotta in Francia e Gran Bretagna.
Con gli altri due colleghi rappresentanti della Destra nel gabinetto, Luigi Corti, ministro degli Affari esteri, e Giovanni Bruzzo, ministro della guerra, si dimise il giorno dopo la pronuncia del discorso a Pavia di Cairoli, il 15 novembre 1878, in quanto il presidente del Consiglio aveva definito improduttive le spese militari e perché convinto che la libertà di associazione e di riunione concessa dal governo potesse finire per pregiudicare la disciplina militare.
La fine della sua esperienza politica e ministeriale concise anche quella della sua carriera militare, in quanto, pochi mesi dopo, nel 1879 chiese egli stesso di essere messo a riposo. Membro della Giunta d'inchiesta per la Marina mercantile (8 aprile 1881-25 settembre 1882), si spense a Torre del Greco il 18 novembre 1885.

### Annotazioni
1. ↑  Ufficiale superiore del genio militare del Regno delle Due Sicilie che, dal 1836 al 1845, fu Ministro di Guerra e Marina durante il regno di Ferdinando II di Borbone.
2. ↑  Con la motivazione: in contrassegno di particolari benemerenze acquistate in servizio.
3. ↑  Che esercitava il comando di una delle squadre navali, la III.
4. ↑  Il gruppo navale composto dalle fregate corazzate Roma, San Martino, Venezia e dall’avviso Authion.
5. ↑  Considerato un "tecnico" al pari del generale Giovanni Bruzzo e dell'ambasciatore Luigi Corti, rispettivamente scelti per il Ministero della guerra e per quello degli Esteri.
6. ↑  La relazione conclusiva della missione ebbe un ruolo notevole nel successivo orientamento delle scelte della marina nel decennio successivo.

### Fonti
1. 1 2 3 4 5 6  Alberini, Prosperini 2016, p. 203.
2. 1 2 3 4 5 6 7 8 9 10 11 12 13 14 15 16 17 18 19  https://www.treccani.it/enciclopedia/enrico-di-brochetti_(Dizionario-Biografico)/.
3. 1 2 3 4 5 6 7 8  Senato.
4. 1 2 3 4 5 6 7  Alberini, Prosperini 2016, p. 204.
5. 1 2 3 4 5 6 7 8 9 10   Enrico Di Brocchetti, su Patrimonio dell'Archivio storico Senato della Repubblica - senato.it.